# Jogos Pan-Americanos de 2007
Os Jogos Pan-Americanos de 2007, oficialmente denominados XV Jogos Pan-Americanos, foram um evento multiesportivo realizado em julho na cidade do Rio de Janeiro, no Brasil. Durante os dezessete dias de competições, 5633 atletas de 42 países competiram em 332 eventos de 47 modalidades. O Rio de Janeiro foi eleito sede dos Jogos em 2002, vencendo a cidade de San Antonio, nos Estados Unidos. Nos cinco anos de preparação, diversos locais de competição foram construídos ou reformados e mais de vinte mil voluntários foram convocados para trabalhar no evento principal e em eventos preparatórios. Ações como a escolha do nome da mascote e o revezamento da Tocha Pan-Americana foram feitas para envolver todo o país na realização do Pan.
Os Jogos do Rio de Janeiro criaram uma nova perspectiva e definiram novos marcos para os Jogos Pan-Americanos.  Considerada uma competição olímpica de nível organizado, esta edição foi a mais cara na história do evento, com um orçamento de 2 bilhões de dólares. Os meios de comunicação relataram um interesse do público sem precedentes nos Jogos, com o maior público e maior audiência de televisão na história do Pan-Americano. Os jogos foram transmitidos em alta definição e todas as instalações esportivas estavam localizadas dentro dos limites da cidade de acolhimento.
Esta edição do Pan foi marcada por atrasos nas obras, como também por polêmicas envolvendo a postura dos torcedores, que vaiaram o então  presidente Lula na cerimônia de abertura e atletas estrangeiros durante todo o evento, e pela deserção de quatro membros da delegação de Cuba. Durante o período do Pan também ocorreu o acidente com o Voo TAM 3054 em São Paulo, tendo sido decretado luto oficial pelo governo federal e pela ODEPA. Dentro dos locais de competição, o Rio de Janeiro viu as conquistas da primeira medalha de Granada e do primeiro ouro de Antígua e Barbuda e El Salvador, os feitos de Thiago Pereira, o maior medalhista em uma única edição do Pan, e a vitória do Brasil no futebol feminino em um Maracanã lotado.
Em agosto, foram realizados os Jogos Parapan-Americanos de 2007, que pela primeira vez ocorreram na mesma cidade e foram organizados pelo mesmo comitê do Pan. Esta foi a segunda vez que uma cidade brasileira recebeu os Jogos Pan-Americanos. A primeira edição sediada no Brasil ocorreu em 1963, em São Paulo.

## Processo de candidatura
| Resultados da eleição para os XV Jogos Pan-Americanos | Resultados da eleição para os XV Jogos Pan-Americanos | Resultados da eleição para os XV Jogos Pan-Americanos |
| Cidade                                                | País                                                  | Votos                                                 |
| ----------------------------------------------------- | ----------------------------------------------------- | ----------------------------------------------------- |
| Rio de Janeiro                                        | Brasil                                                | 30                                                    |
| San Antonio                                           | Estados Unidos                                        | 21                                                    |

O projeto de apresentar o Rio de Janeiro como cidade candidata a sede dos XV Jogos Pan-Americanos começou a ser desenvolvido no final da década de 1990. Em dezembro de 1999, o Comitê Olímpico Brasileiro decidiu não apresentar candidatura para os Jogos Olímpicos de Verão de 2008 e voltar as atenções para o Pan. Em 2001, o COB contratou a Fundação Getúlio Vargas para fazer um estudo de viabilidade de organização, que seria a base da candidatura.
O Rio de Janeiro apresentou oficialmente sua candidatura em agosto de 2001, na XXXIX Assembleia Geral da ODEPA, em Santo Domingo. No ano seguinte, em abril, a entidade homologou a candidatura brasileira, que teria como concorrente direta a cidade de San Antonio, nos Estados Unidos. O livro de candidatura com os detalhes do projeto foi apresentado nesta ocasião, junto com cartas de garantias do poder público. Os destaques da candidatura eram a intenção de realizar os Jogos Parapan-Americanos  com o mesmo comitê organizador e as mesmas instalações dos Jogos Pan-Americanos (esta era a primeira vez que uma cidade candidata apresentava esta proposta), o fato de a cidade-sede ter condições de sediar todos os eventos desportivos dentro de seu perímetro urbano e principalmente o sucesso dos Jogos Sul-Americanos de 2002, realizados às pressas por quatro cidades brasileiras (entre elas o Rio de Janeiro) após a desistência da Colômbia.
A eleição da cidade-sede dos XV Jogos Pan-Americanos ocorreu em 24 de agosto de 2002, na XL Assembleia Geral da ODEPA, na Cidade do México. Todos os 42 países-membros da entidade possuíam direito a um voto, exceto os países que já receberam edições do Pan - estes possuíam direito a voto duplo. O resultado foi anunciado pelo então presidente da ODEPA Mário Vázquez Raña. O Rio de Janeiro derrotou San Antonio por 30 votos a 21, e conquistou, assim, o direito de realizar o Pan de 2007.

## Preparação

### Comitê Organizador
O Comitê Organizador dos Jogos Pan-Americanos do Rio de Janeiro, CO-RIO, foi criado em 2002 como uma sociedade de propósito específico, funcionando a princípio em salas cedidas pelo Comitê Olímpico Brasileiro no prédio da entidade e, a partir de 2006, em um prédio próprio. Sob a presidência de Carlos Arthur Nuzman, presidente também do COB, o Comitê tinha representantes dos governos federal, estadual e municipal e das federações esportivas filiadas ao COB. Em 2003, a empresa australiana de consultoria MI Associates, formada pelos principais executivos envolvidos com a organização dos Jogos Olímpicos de Verão de 2000, em Sydney. No mesmo ano, um grupo de observadores foi enviado a Santo Domingo, sede dos Pan daquele ano, e recebeu apoio da Olympic Games Knowledge Services, o setor de transferência de conhecimento do Comitê Olímpico Internacional.

### Marketing

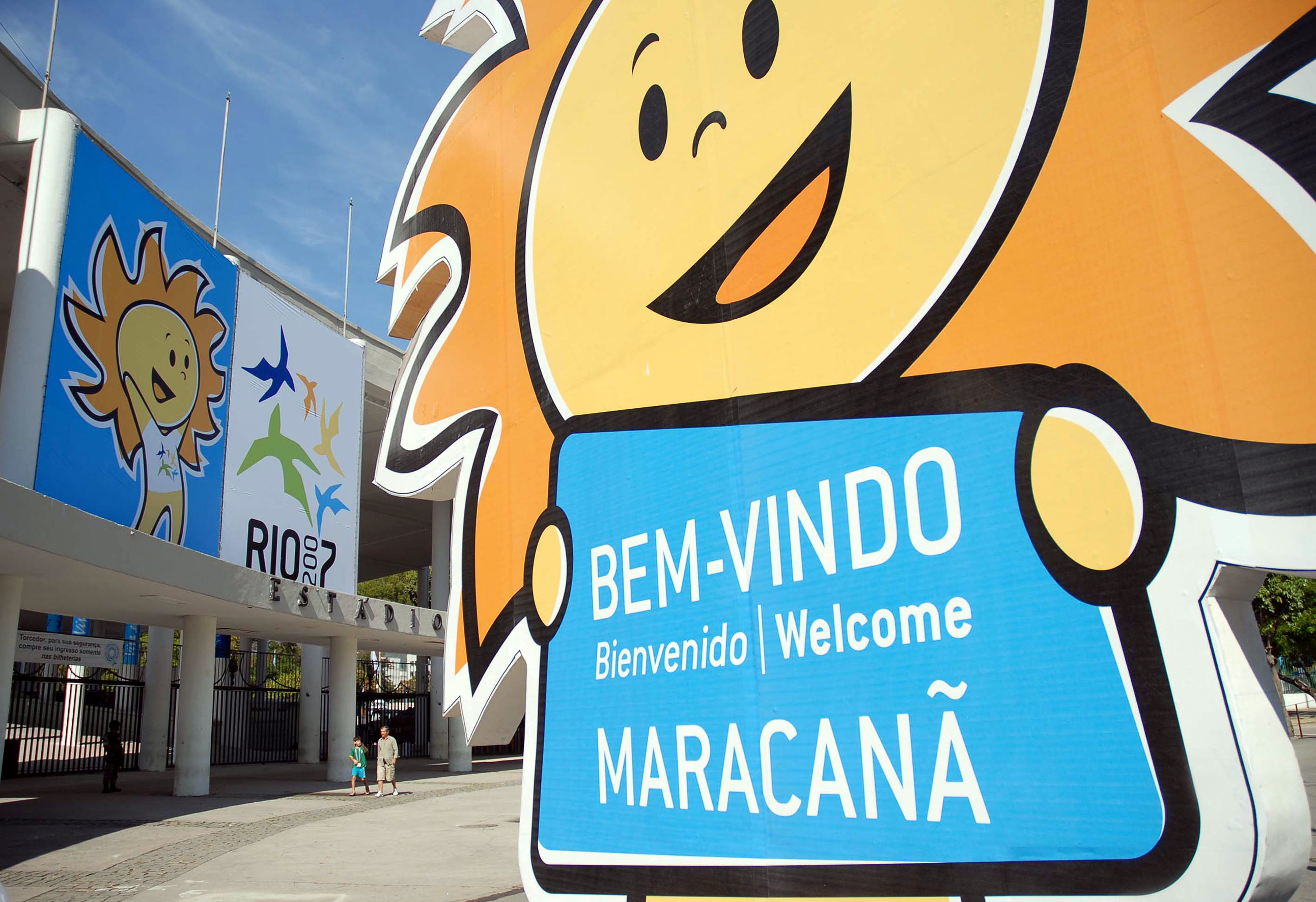
Cauê, mascote dos jogos na entrada do Maracanã. Ao fundo, cartaz com o logotipo dos Jogos.

O logotipo do Pan Rio 2007 foi apresentado pela primeira vez num recepção oferecida pelo CO-RIO a membros da ODEPA e dos 42 países-membros em Santo Domingo, no dia do encerramento do Pan 2003, e revelado ao público em geral durante a cerimônia de encerramento do evento. A imagem é baseada em pássaros, que representam, com suas cores e tamanhos variados, a união das culturas das Américas, e trazem a silhueta do Morro do Pão de Açúcar. A fonte escolhida para a inscrição "Rio 2007" foi inspirada na linguagem digital de cronômetros e placares. O logotipo foi desenhado pela agência Dupla Design, após concorrência realizada entre diversos escritórios do Brasil.
A mascote dos Jogos, um sol, foi apresentada durante uma cerimônia que marcou a contagem de 365 dias para o início dos Jogos, realizada no Forte de Copacabana. O sol escolhido por ter forte identificação com o Brasil e remeter a valores olímpicos, como a tocha e o ouro. O nome da mascote foi escolhido pelo público, entre três pré-selecionados: Luca, Cauê e Kuara. Com 38% dos mais de 1,2 milhão de votos, Cauê foi o nome escolhido.

### Locais de competição

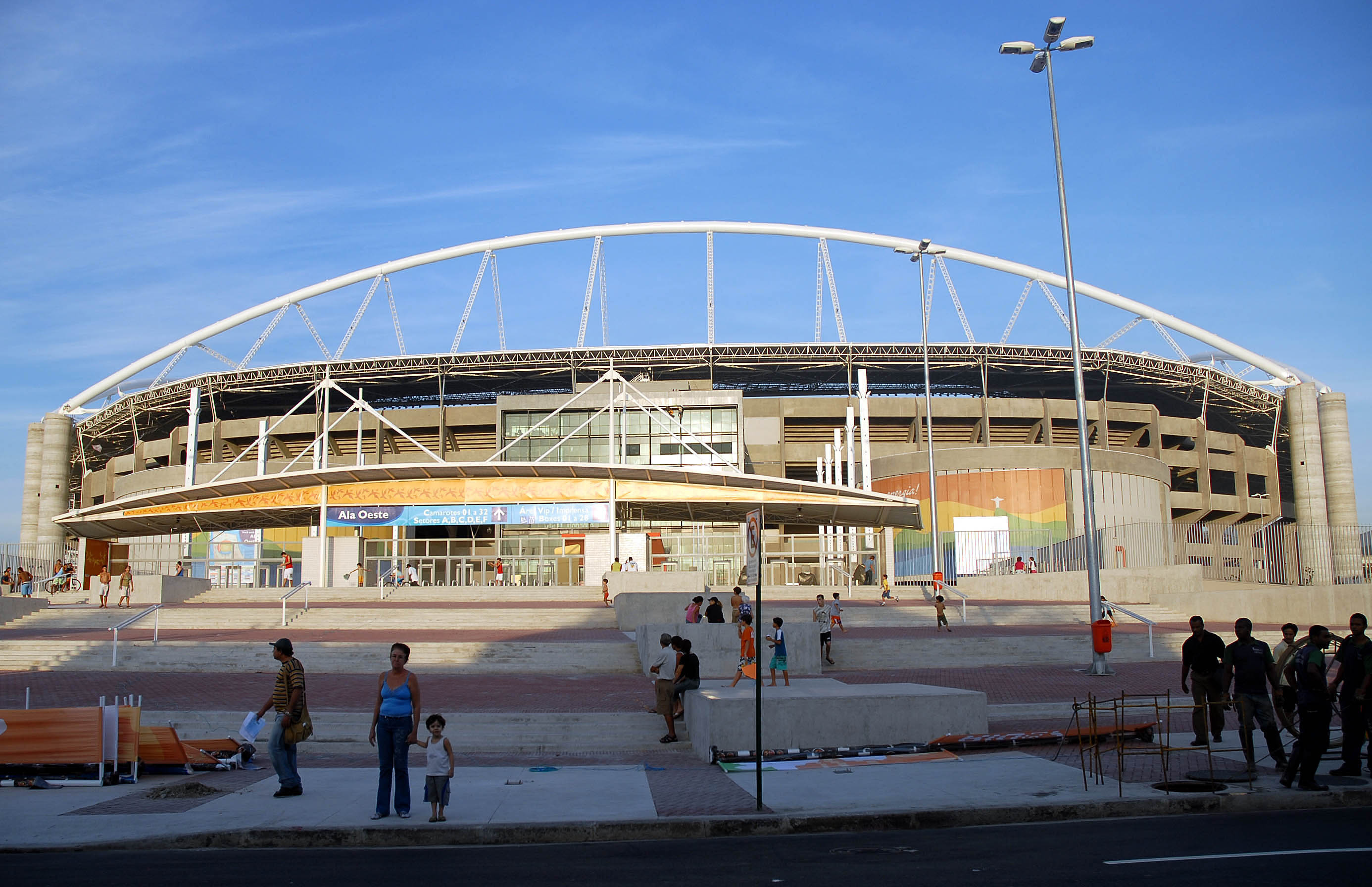
Estádio Olímpico João Havelange, a maior instalação construída para o Pan 2007.

Os locais de competição do Pan de 2007 foram agrupados em quatro regiões: Barra, Pão de Açúcar, Maracanã e Deodoro. Localizadas a no máximo 25 quilômetros de distância da Vila Pan-Americana, todas as instalações ficavam dentro do perímetro urbano da cidade, uma novidade em relação a edições anteriores dos Jogos. Um terço dos prédios já estava construído e precisava apenas de reparos, como o Estádio do Maracanã e o Riocentro. Entre as novas instalações, se destacavam o Complexo de Deodoro, o Complexo Esportivo Cidade dos Esportes e o Estádio Olímpico João Havelange, a maior instalação construída para os Jogos, com custo estimado em mais de 300 milhões de reais.
Na região Barra, o Complexo Esportivo Cidade dos Esportes foi construído dentro do Autódromo de Jacarepaguá, e reuniu a Arena Olímpica do Rio, sede do basquetebol e da ginástica artística, o Parque Aquático Maria Lenk, sede dos esportes aquáticos (exceto o polo aquático) e o Velódromo, sede do ciclismo de pista e da patinação de velocidade. O Riocentro, maior centro de exposições e feiras da América Latina, teve seus cinco pavilhões ocupados durante o Rio 2007, sediando doze modalidades, o International Broadcast Center e o Main Press Center. Outras sete modalidades foram disputadas nesta região.
A região Deodoro recebeu grandes investimentos, por estar localizada numa área com grande concentração populacional, principalmente jovem. O Complexo Esportivo Deodoro foi construído na Vila Militar, e recebeu cinco esportes, entre eles o pentatlo moderno e o hóquei sobre grama. O Complexo Esportivo Miécimo da Silva, localizado na mesma região, recebeu eventos do futebol e de modalidades então não-olímpicas, como o caratê.
Na região Maracanã foram disputadas competições no Estádio Olímpico João Havelange, popularmente conhecido como "Engenhão" (por estar localizado no bairro do Engenho de Dentro), e no Complexo Esportivo do Maracanã, que também recebeu as cerimônias de abertura e encerramento. A região Pão de Açúcar sediou nove modalidades disputadas ao ar livre, na Praia de Copacabana, no Parque do Flamengo e na Lagoa Rodrigo de Freitas.

### Voluntários

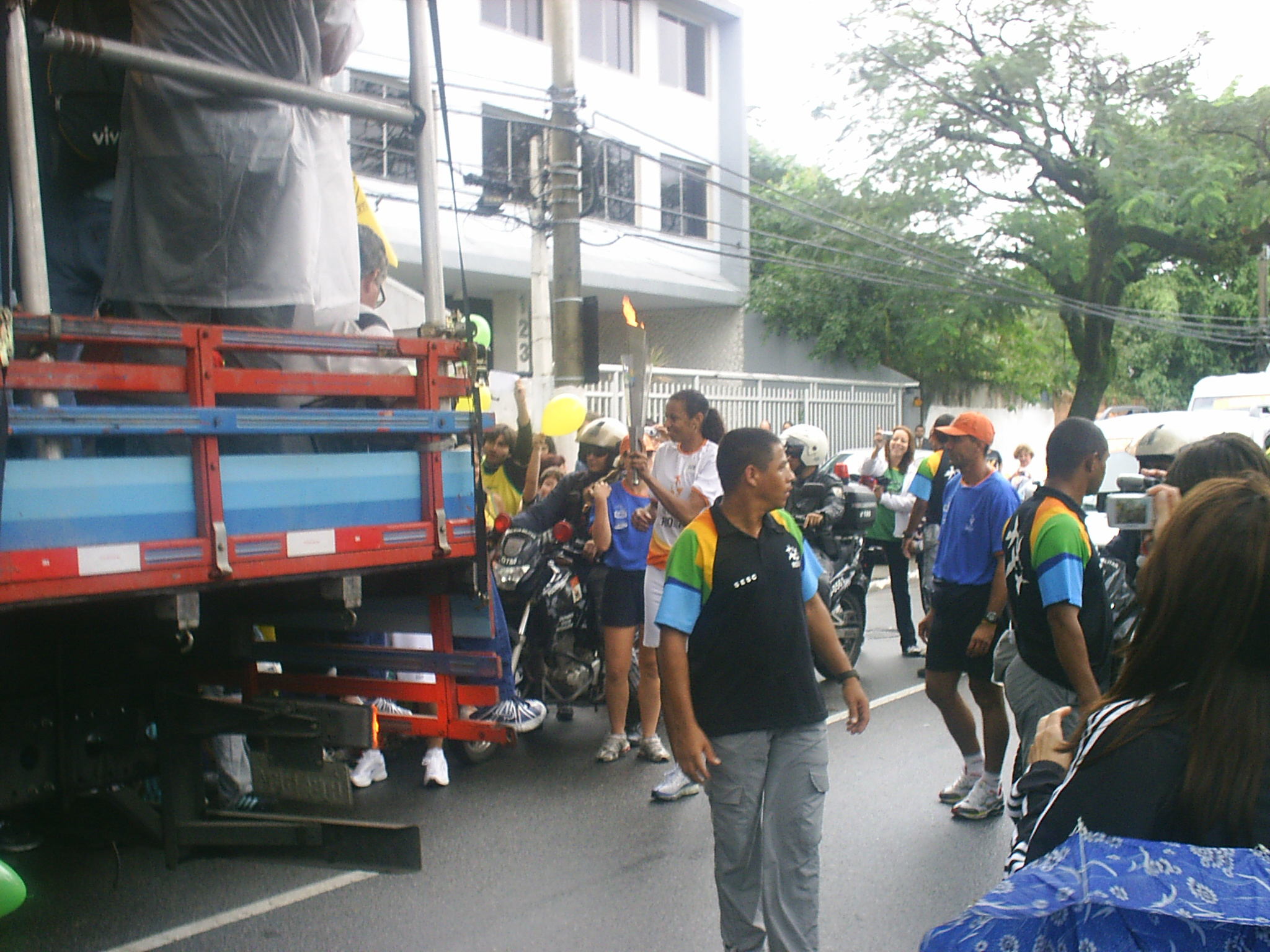
Voluntários em ação durante o revezamento da tocha pan-americana pelo Rio de Janeiro

Moeda brasileira comemorativa ao evento

Mais de oitenta mil pessoas se inscreveram para fazer parte do grupo de voluntários dos Jogos, chamado de Força Rio 2007. Alguns deles participaram de eventos preparatórios nos anos anteriores aos Jogos. Em janeiro de 2007, foram selecionadas as vinte mil pessoas que atuariam no evento. Os escolhidos foram divididos de acordo com sua ocupação e alocados em áreas com a qual tinham alguma relação profissional ou pessoal. A área que recebeu maior atenção do CO-RIO foi a de Serviços ao Espectador, reunindo mais de três mil voluntários.
Setenta por cento dos participantes da Força Rio 2007 moravam na cidade do Rio de Janeiro e os estudantes eram maioria na equipe, que também contou com profissionais liberais e ex-atletas, como a medalhista pan-americana Aída dos Santos. Os treinamentos do grupo começaram em maio de 2007, e incluíram vídeos, palestras e capacitação, além de um treinamento realizado nos locais de competição em que cada voluntário atuaria. Além do grupo que atuou durante toda a duração dos Jogos, seis mil voluntários participaram das cerimônias de abertura e encerramento.

### Transmissão
Os direitos de transmissão do Pan 2007 começaram a ser negociados com emissoras de televisão aberta e por assinatura do Brasil em agosto de 2004. Rede Globo e Globosat foram as primeiras a fechar contrato, com valores 200% maiores que os pagos para a transmissão do Pan de 2003. Em 2006, o CO-RIO firmou contrato com a International Sports Broadcasting, emissora espanhola com experiência na transmissão de diversas edições de Jogos Olímpicos. A Emissora Anfitriã, como foi chamada durante o evento, ficou responsável por gerar as imagens que seriam transmitidas para todo o mundo. Os Jogos Rio 2007 proporcionaram a primeira transmissão em alta definição no Brasil. 900 profissionais produziram mais de 700 horas de programação ao vivo e mais 84 horas de gravações.
Em janeiro de 2007, entretanto, surgiu uma polêmica acerca da transmissão dos Jogos pela internet. O portal UOL, no dia 16, noticiou que o CO-RIO havia proibido a transmissão ao vivo do Pan pela internet, uma decisão que foi considerada absurda pelo portal. No dia seguinte, o CO-RIO divulgou nota oficial, na qual declarou que as ações relativas à transmissão dos Jogos estavam em consonância com as ações do Comitê Olímpico Internacional, e que objetivavam valorizar as transmissões pela televisão, aparelho presente em quase todos os domicílios brasileiros, ao contrário do computador.
No total, seis emissoras brasileiras de televisão (Rede Globo, Rede Record, Rede Bandeirantes, ESPN Brasil, BandSports e SporTV) e sete de rádio (CBN, Rádio Bandeirantes, BandNews FM, Rádio Gaúcha, Rádio Globo, Rádio Guaíba e Rádio Itatiaia) adquiriram os direitos de transmissão dos Jogos. Entre as emissoras internacionais com direito de transmissão estavam a ESPN Deportes, a Eurosport e a TeleSUR.

## Tocha pan-americana

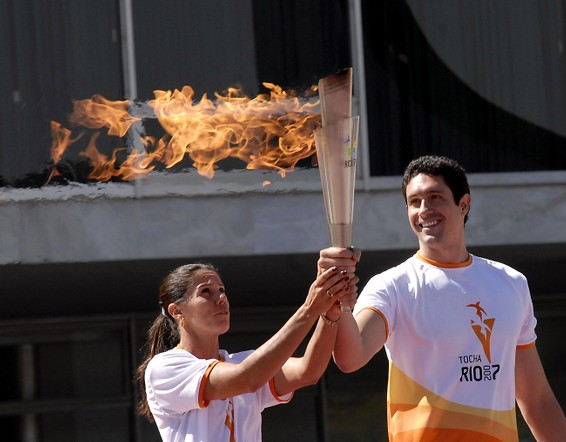
Os atletas Sandra Pires e Gustavo Borges erguem a Tocha dos Jogos Pan-Americanos de 2007.

Seguindo um ritual realizado desde a primeira edição dos Jogos Pan-Americanos, em 1951, o CO-RIO promoveu um revezamento da tocha pan-americana. O local escolhido para o acendimento da chama foi a Pirâmide do Sol, em Teotihuacan, México, que recebe este evento desde 1991. Em 4 de junho, após uma cerimônia artística que contou com a participação de cerca de 200 atores mexicanos, a chama foi entregue ao prefeito do Rio de Janeiro Cesar Maia. No mesmo dia, a comitiva brasileira viajou em um avião da Força Aérea Brasileira até Santa Cruz Cabrália, na Bahia, onde o revezamento teria início no dia seguinte.
A primeira pessoa a conduzir a tocha pan-americana em solo brasileiro foi o ex-atleta Wilson Gomes Carneiro, primeiro medalhista brasileiro em Jogos Pan-Americanos. No mesmo dia, a tocha visitou Porto Seguro, que, junto com Santa Cruz Cabrália, formam a "Costa do Descobrimento". Nos dias que se seguiram, a tocha viajou por todo o Brasil, parando em 51 localidades dos 27 estados, que representaram os 42 países participantes dos Jogos. Fizeram parte do roteiro todas as capitais brasileiras, além de municípios de grande importância econômica, histórica, ecológica e turística, incluindo uma aldeia indígena em Campo Novo do Parecis, no Mato Grosso, e o Quilombo Campinho da Independência, no estado do Rio de Janeiro.
Com cerca de sessenta centímetros de comprimento e 1,6 kg de peso, a tocha foi confeccionada em metal e acrílico. A chama era alimentada por gases butano e propano, o que permitia o revezamento mesmo em caso de chuva. 500 exemplares da tocha foram fabricados para o revezamento, realizado por mais de três mil pessoas.

## Países participantes

Nações participantes dos Jogos Pan-Americanos de 2007

Quarenta e dois países foram representados por seus respectivos Comitês Olímpicos Nacionais no Pan do Rio. Em relação a Santo Domingo 2003, foram dois participantes a menos, uma vez que Guadalupe e Martinica não possuem CONs reconhecidos pelo COI e não receberam convite do CO-RIO.
Do total de 5633 atletas, o Brasil fora representado por uma delegação formada por 660 atletas, que disputaram as 47 modalidades do programa. Esta foi a maior participação brasileira na história dos Jogos Pan-Americanos.
| - ANT Antígua e Barbuda - AHO Antilhas Neerlandesas - ARG Argentina - ARU Aruba - BAH Bahamas - BAR Barbados - BIZ Belize - BER Bermudas - BOL Bolívia - BRA Brasil - CAN Canadá - CHI Chile - COL Colômbia - CRC Costa Rica | - CUB Cuba - DMA Dominica - ESA El Salvador - ECU Equador - USA Estados Unidos - GRN Granada - GUA Guatemala - GUY Guiana - HAI Haiti - HON Honduras - CAY Ilhas Cayman - VIR Ilhas Virgens Americanas - BVI Ilhas Virgens Britânicas - JAM Jamaica | - MEX México - NCA Nicarágua - PAN Panamá - PAR Paraguai - PER Peru - PUR Porto Rico - DOM República Dominicana - LCA Santa Lúcia - SKN São Cristóvão e Neves - VIN São Vicente e Granadinas - SUR Suriname - TRI Trinidad e Tobago - URU Uruguai - VEN Venezuela |

## Modalidades

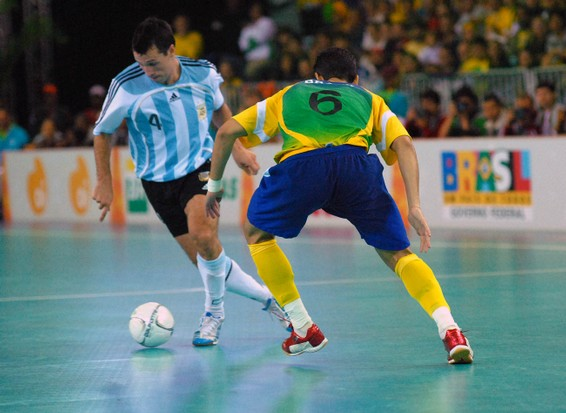
O futsal foi disputado pela primeira vez em Pan-Americanos no Rio de Janeiro.

Em relação ao programa dos Jogos Pan-Americanos de 2003 em Santo Domingo, dois esportes foram retirados: a pelota basca e raquetebol.  Ambos foram removidos pela falta de popularidade e por não terem tradição no país organizador.  Por outro lado, três modalidades foram disputadas pela primeira vez: futsal, ginástica de trampolim e maratona aquática.
No total, ocorreram 332 eventos de 37 esportes, sendo 178 eventos masculinos, 142 femininos e doze mistos. Na lista abaixo, o número de eventos de cada esporte está entre parêntesis:
| - Atletismo (47) - Badminton (5) - Basquetebol (2) - Beisebol (1) - Boliche (4) [a] - Boxe (11) - Canoagem (12) - Caratê (9) [a] - Ciclismo (18) - Esgrima (10) - Esqui aquático (7) [a] - Futebol (2) - Futsal (1) [a] | - Ginástica (24) - Handebol (2) - Hipismo (6) - Hóquei sobre grama (2) - Judô (14) - Levantamento de peso (15) - Lutas (18) - [[Ficheiro:\|border \|20px\|link=\|alt=]] Nado sincronizado (2) - Natação (34) - Patinação sobre rodas (6) [a] - Pentatlo moderno (2) - Polo aquático (2) | - Remo (13) - Saltos ornamentais (8) - Softbol (1) - Squash (4) [a] - Taekwondo (8) - Tênis (4) - Tênis de mesa (4) - Tiro esportivo (15) - Tiro com arco (4) - Triatlo (2) - Vela (9) - Voleibol (2) - Voleibol de praia (2) |

a  Modalidades não-olímpicas.

## Calendário
As caixas em azul representam uma competição, ou um evento qualificatório de determinada data. As caixas em amarelo representam um dia de competição valendo medalha. Os números dentro das caixas representam a quantidade de medalhas de ouro distribuída por aquele esporte naquele dia. A coluna T representa o total de finais do esporte.
| ● | Cerimônia de abertura | ● | Competições | ● | Finais de competições | ● | Cerimônia de encerramento |

| Julho                 | 12 | 13 | 14 | 15 | 16 | 17 | 18 | 19 | 20 | 21 | 22 | 23 | 24 | 25 | 26 | 27 | 28 | 29 | T   |
| --------------------- | -- | -- | -- | -- | -- | -- | -- | -- | -- | -- | -- | -- | -- | -- | -- | -- | -- | -- | --- |
| Cerimônias            |    | ●  |    |    |    |    |    |    |    |    |    |    |    |    |    |    |    | ●  |     |
| Atletismo             |    |    |    |    |    |    |    |    |    |    | 3  | 5  | 6  | 9  |    | 10 | 13 | 1  | 47  |
| Badminton             |    |    |    |    |    |    | 2  | 3  |    |    |    |    |    |    |    |    |    |    | 5   |
| Basquetebol           |    |    |    |    |    |    |    |    |    |    |    |    | 1  |    |    |    |    | 1  | 2   |
| Beisebol              |    |    |    |    |    |    |    | 1  |    |    |    |    |    |    |    |    |    |    | 1   |
| Boliche               |    |    |    |    |    |    |    |    |    |    |    |    | 2  |    | 2  |    |    |    | 4   |
| Boxe                  |    |    |    |    |    |    |    |    |    |    |    |    |    |    |    | 5  | 6  |    | 11  |
| Canoagem              |    |    |    |    |    |    |    |    |    |    |    |    |    |    |    | 6  | 6  |    | 12  |
| Caratê                |    |    |    |    |    |    |    |    |    |    |    |    |    | 3  | 3  | 3  |    |    | 9   |
| Ciclismo              |    |    | 2  | 4  |    | 3  | 4  | 3  |    | 2  |    |    |    |    |    |    |    |    | 18  |
| Esgrima               |    |    | 1  | 1  | 1  | 1  | 1  | 1  | 2  | 2  |    |    |    |    |    |    |    |    | 10  |
| Esqui aquático        |    |    |    |    |    |    |    |    |    |    |    | 3  | 4  |    |    |    |    |    | 7   |
| Futebol               |    |    |    |    |    |    |    |    |    |    |    |    |    |    | 1  | 1  |    |    | 2   |
| Futsal                |    |    |    |    |    |    |    |    |    |    |    |    |    |    |    |    | 1  |    | 1   |
| Ginástica             |    |    | 2  | 1  | 1  | 10 |    |    |    |    |    |    |    |    |    | 2  | 8  |    | 24  |
| Handebol              |    |    |    |    |    |    |    |    |    | 1  | 1  |    |    |    |    |    |    |    | 2   |
| Hipismo               |    |    |    | 1  |    |    | 1  |    |    |    | 2  |    |    |    |    | 1  |    | 1  | 6   |
| Hóquei sobre grama    |    |    |    |    |    |    |    |    |    |    |    |    | 1  | 1  |    |    |    |    | 2   |
| Judô                  |    |    |    |    |    |    |    | 2  | 4  | 4  | 4  |    |    |    |    |    |    |    | 14  |
| Levantamento de peso  |    |    | 3  | 3  | 3  | 3  | 3  |    |    |    |    |    |    |    |    |    |    |    | 15  |
| Lutas                 |    |    |    |    |    |    |    |    |    |    |    |    | 4  | 3  | 4  | 4  | 3  |    | 18  |
| Nado sincronizado     |    |    |    |    |    |    |    |    |    |    |    |    |    |    |    | 1  | 1  |    | 2   |
| Natação               |    |    | 2  |    |    | 4  | 7  | 4  | 6  | 4  | 7  |    |    |    |    |    |    |    | 34  |
| Patinação sobre rodas |    |    |    |    |    |    |    |    |    |    | 2  |    |    | 4  |    |    |    |    | 6   |
| Pentatlo moderno      |    |    |    |    |    |    |    |    |    |    |    | 1  | 1  |    |    |    |    |    | 2   |
| Polo aquático         |    |    |    |    |    |    |    |    | 1  |    |    |    |    |    | 1  |    |    |    | 2   |
| Remo                  |    |    |    |    |    | 5  | 4  | 4  |    |    |    |    |    |    |    |    |    |    | 13  |
| Saltos ornamentais    |    |    |    |    |    |    |    |    |    |    |    |    |    | 2  | 2  | 2  | 2  |    | 8   |
| Softbol               |    |    |    |    |    |    |    |    |    |    |    |    |    |    |    |    | 1  |    | 1   |
| Squash                |    |    |    |    | 2  |    |    | 2  |    |    |    |    |    |    |    |    |    |    | 4   |
| Taekwondo             |    |    | 2  | 2  | 2  | 2  |    |    |    |    |    |    |    |    |    |    |    |    | 8   |
| Tênis                 |    |    |    |    |    |    |    |    |    |    | 2  |    |    |    |    |    |    | 2  | 4   |
| Tênis de mesa         |    |    |    |    |    |    |    |    |    |    |    |    | 1  | 1  |    | 1  | 1  |    | 4   |
| Tiro                  |    |    |    | 3  | 3  | 3  | 1  | 3  |    | 2  |    |    |    |    |    |    |    |    | 15  |
| Tiro com arco         |    |    |    |    |    |    |    |    |    |    |    |    |    |    | 1  | 1  | 2  |    | 4   |
| Triatlo               |    |    |    | 2  |    |    |    |    |    |    |    |    |    |    |    |    |    |    | 2   |
| Vela                  |    |    |    |    |    |    |    |    |    |    |    |    |    |    |    |    | 9  |    | 9   |
| Voleibol              |    |    |    |    |    |    |    | 1  |    |    |    |    |    |    |    |    | 1  |    | 2   |
| Voleibol de praia     |    |    |    |    |    |    |    |    |    | 1  | 1  |    |    |    |    |    |    |    | 2   |
| Total                 |    |    | 12 | 17 | 12 | 31 | 23 | 24 | 13 | 16 | 22 | 9  | 20 | 23 | 14 | 37 | 54 | 5  | 332 |

## Cerimônias

### Cerimônia de abertura

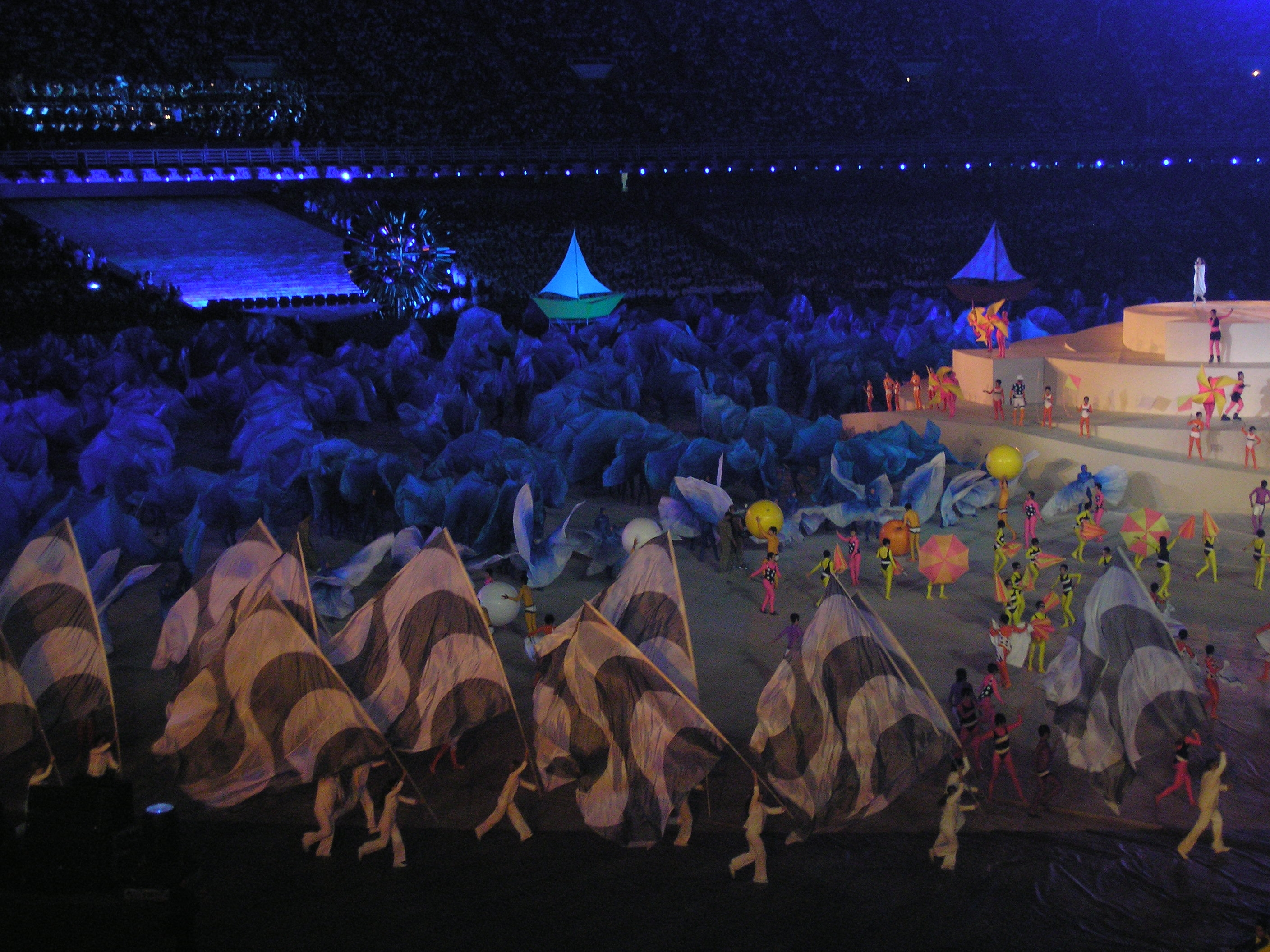
Segmento artístico da cerimônia de abertura

A cerimônia de abertura dos Jogos Pan-Americanos de 2007 foi realizada no dia 13 de julho no Estádio do Maracanã. Produzida pelo americano Scott Givens, que já havia trabalhado em diversas cerimônias de abertura de Pans e de Olimpíadas, o evento teve como diretores artísticos a carnavalesca Rosa Magalhães e o designer Luiz Stein.
A cantora Elza Soares abriu o evento cantando o Hino Nacional Brasileiro a cappella. Em seguida, 150 ritmistas de diversas escolas de samba do Rio de Janeiro entraram no estádio para acompanhar Ana Costa e Arnaldo Antunes, que apresentaram a música-tema do Pan. O desfile dos atletas veio na sequência, com a delegação da Argentina, sede da primeira edição do Pan, entrando primeiro e o Brasil, país anfitrião, por último. A delegação do Panamá, que havia sido impedida de usar sua bandeira durante o Pan recebeu autorização especial da ODEPA para usar sua bandeira durante os Jogos.
A parte artística da cerimônia foi dividida em três segmentos: Energia do Sol, Energia das Águas e Energia do Homem. Com música e elementos cenográficos, milhares de voluntários representaram a natureza, os costumes e o folclore do Brasil. Artistas e grupos como Adriana Calcanhotto e Cordel do Fogo Encantado fizeram a trilha sonora dos segmentos.
Finalizada a parte artística, ocorreu o segmento protocolar, com os discursos do presidente do CO-RIO Carlos Arthur Nuzman e da ODEPA Mário Vázquez Raña, a declaração de abertura (que, ao contrário do que historicamente acontece, não foi feita pelo presidente da República), os hasteamentos das bandeiras da ODEPA e do Comitê Olímpico Internacional ao som do hino olímpico e os juramentos dos atletas (feito pela taekwondista Natália Falavigna) e dos árbitros (feito pela árbitra de ginástica artística Yumi Yamamoto Sawasato). Seguiu-se uma oração pela paz, recitada em forma de música por Chico César, com a participação do Grupo Corpo de Deborah Colker, e o trecho final do revezamento da tocha pan-americana. Participaram do revezamento atletas como Torben Grael e Gustavo Borges e equipes como a de basquetebol feminino, campeã mundial em 1994 e medalha de prata nos Jogos Olímpicos de Verão de 1996, e a de voleibol masculino, campeã olímpica em Barcelona 1992. O último a receber a chama foi o ex-corredor e campeão olímpico em Los Angeles 1984 Joaquim Cruz, que acendeu a pira dos Jogos. A cantora Daniela Mercury encerrou a cerimônia cantando um medley de músicas de Ary Barroso acompanhada por um show pirotécnico.
Nos meses que se seguiram, a cerimônia foi bastante elogiada e recebeu nove prêmios internacionais, incluindo o Emmy de melhor figurino, em 2008.

### Cerimônia de encerramento

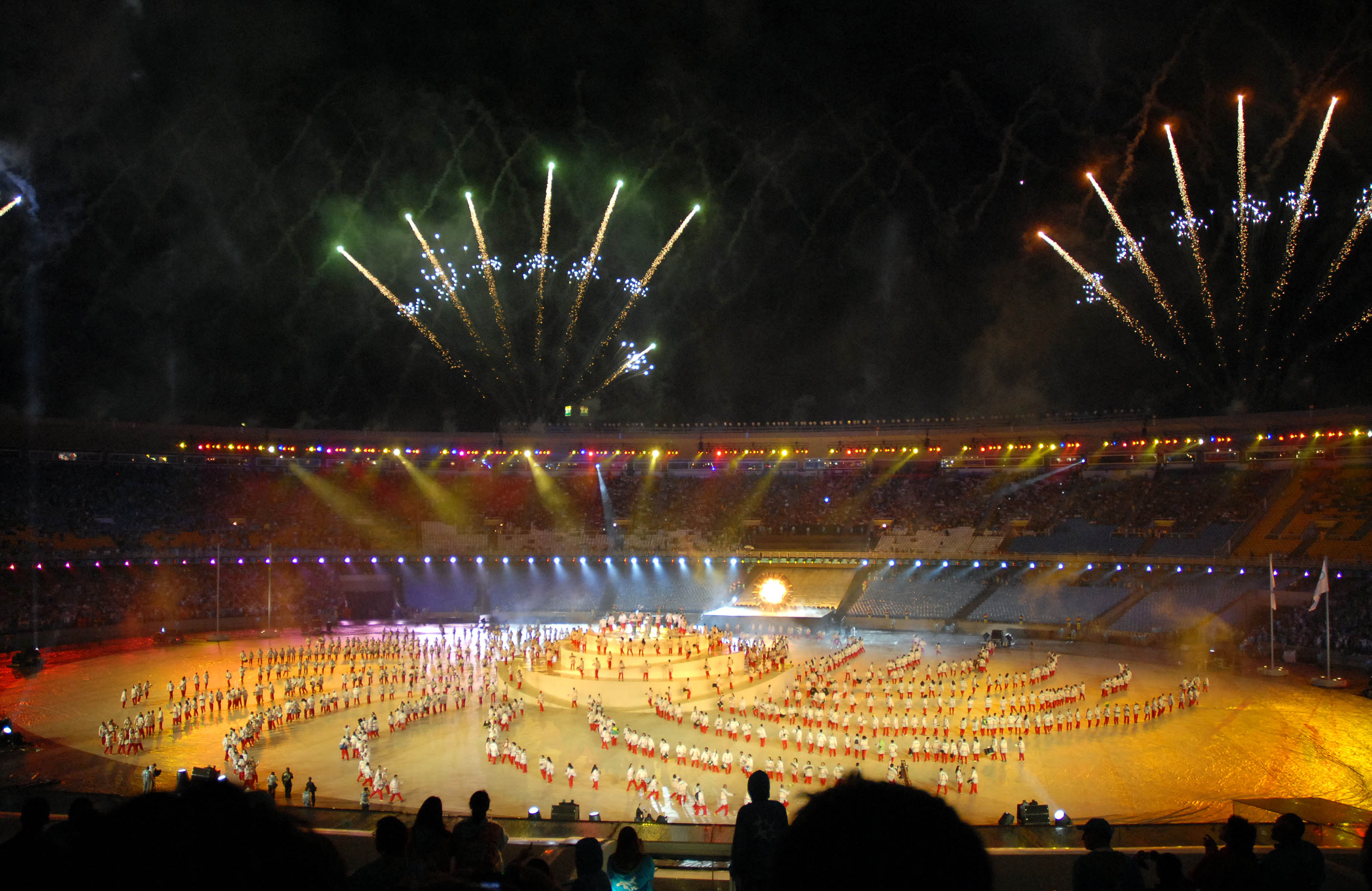
Festa de enceramento dos XV Jogos Pan-Americanos

Sob chuva, o Pan 2007 foi encerrado na noite de 29 de julho, em cerimônia que começou com uma homenagem às vítimas do voo TAM 3054. Bombeiros que participaram do regate dos corpos conduziram a bandeira do Brasil, ao som do Hino Nacional. Após o desfile dos porta-bandeiras dos 42 países participantes, os atletas entraram no estádio juntos, sem distinção de país.
A parte protocolar da cerimônia contou com discursos dos presidentes do CO-RIO e da ODEPA e com a passagem oficial da bandeira da entidade para o prefeito de Guadalajara, no México, sede dos Jogos Pan-Americanos de 2011. Os segmentos artísticos da cerimônia de abertura foram substituídos por números musicais, executados por artistas brasileiros, como Lenine e Fernanda Abreu, e estrangeiros, como o uruguaio Jorge Drexler e mariachis mexicanos que apresentaram a próxima sede dos Jogos. Após a pira pan-americana ter sido apagada por Danilo Caymmi e sua filha, Alice, a cerimônia foi encerrada com a apresentação de diversos DJs e um show pirotécnico. A crítica em geral considerou o evento menos empolgante que a abertura.

## Fatos e destaques

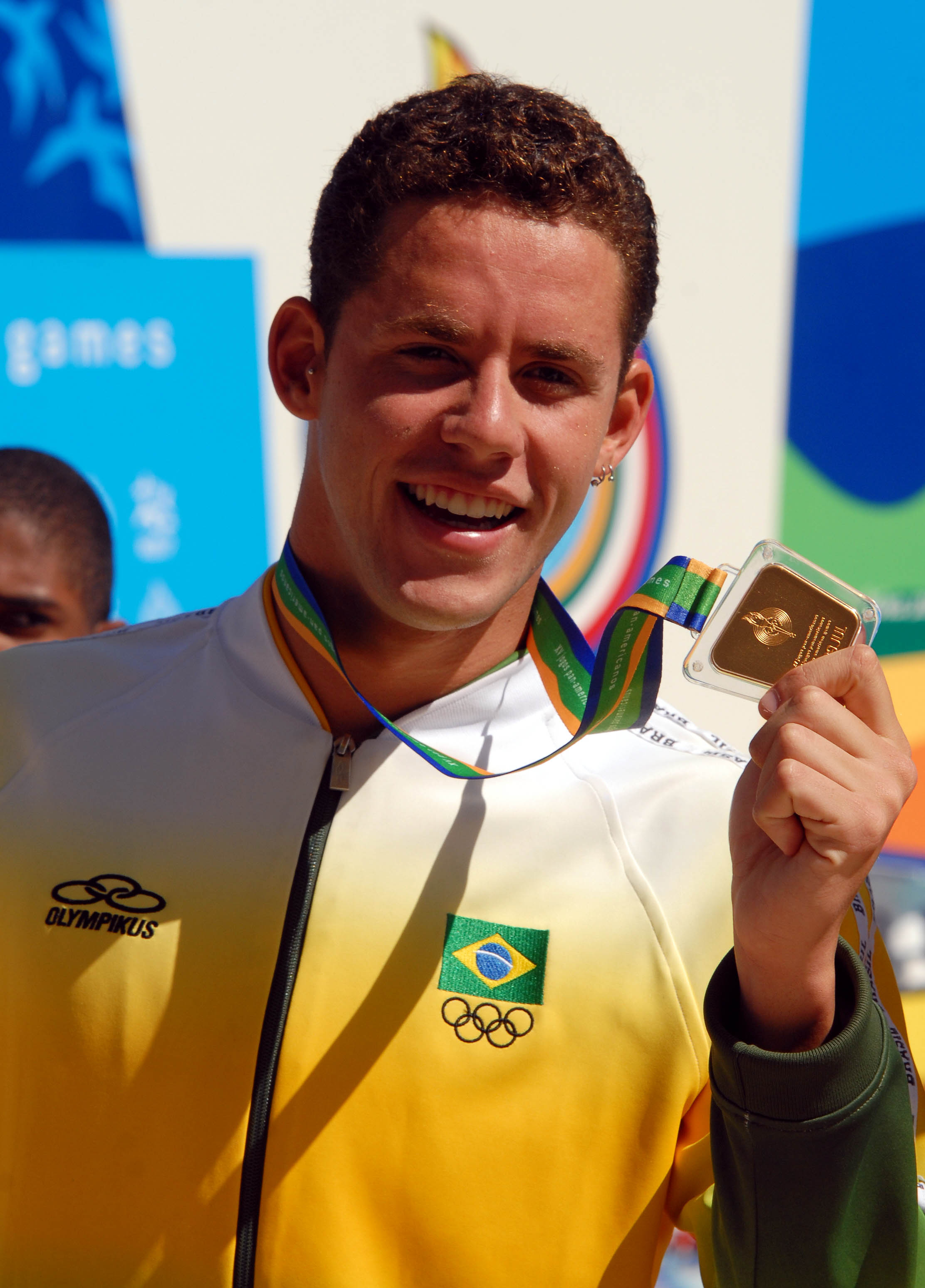
Thiago Pereira tornou-se o maior medalhista numa edição do Pan.

- Granada conquistou sua primeira medalha em Jogos Pan-Americanos com o bronze de Sherry Fletcher nos 200 metros feminino do atletismo. Neste mesmo esporte, dois países conquistaram pela primeira vez uma medalha de ouro em Jogos Pan-Americanos: Brendan Christian, de Antígua e Barbuda, venceu os 200 metros masculino e Cristina Lopez, de El Salvador, foi a campeã na marcha atlética.[30]
- A primeira medalha de ouro desta edição foi conquistada pela canadense Catharine Pendrel na prova do mountain bike feminino.[31] Já a primeira medalha brasileira foi a prata de Poliana Okimoto na maratona aquática.[32] O primeiro ouro do país anfitrião só viria no dia seguinte, com Diogo Silva na categoria até 68 kg do taekwondo.[33]
- O Brasil sofreu duas goleadas históricas para a Argentina nos torneios de hóquei sobre grama: 21 a 0 no feminino[34] e 19 a 0 no masculino.[35] A Argentina acabaria com o ouro no feminino e a prata no masculino.[36]
- O nadador Thiago Pereira se tornou o maior medalhista em uma mesma edição de Jogos Pan-Americanos ao conquistar seis ouros, uma prata e um bronze no Rio de Janeiro.[37] O mesa-tenista Hugo Hoyama, por sua vez, se tornou o maior medalhista de ouro do Brasil no Pan, com nove títulos.[38]

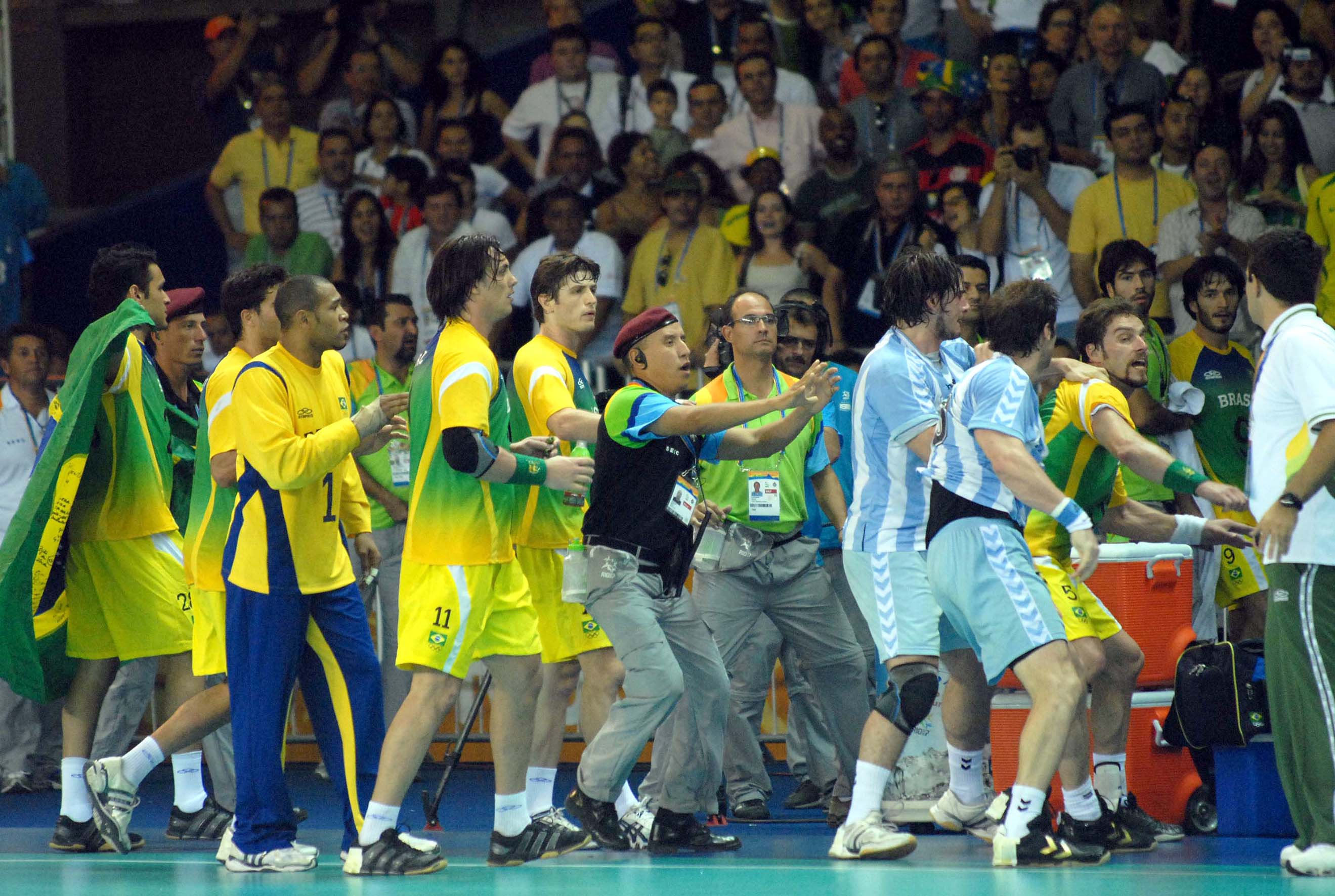
Confusão entre brasileiros e argentinos marcou encerramento do handebol masculino

- No dia 22, dois episódios de briga ocorreram dentro de locais de competição do Riocentro: pela manhã, atletas brasileiros e argentinos se desentenderam na final do handebol masculino e o jogo se transformou numa batalha campal, com repercussão entre as duas comissões técnicas e os torcedores. À tarde, no pavilhão ao lado, torcedores brasileiros jogaram objetos no tatame após a decisão dos árbitros de dar a vitória na categoria até 52 kg do judô à cubana Sheila Espinosa, e não à brasileira Érika Miranda. Ex-atletas, como a cubana Regla Torres e o brasileiro Aurélio Miguel, se envolveram na confusão, que só terminou com intervenção policial. Durante a cerimônia de premiação, a torcida se manifestou novamente, vaiando o hino cubano.[39]
- A brasileira Yane Marques se tornou a primeira atleta do país a conquistar uma medalha de ouro no pentatlo moderno. Junto com o título, veio a classificação para os Jogos Olímpicos de Verão de 2008, em Pequim.[40]
- Ana Guevara, do México, conquistou o inédito tricampeonato pan-americano nos 400 metros feminino do atletismo, superando a cubana Ana Quirot, dona de dois títulos.[1]
- A Seleção Brasileira de Futebol Feminino conquistou o bicampeonato pan-americano com uma campanha invicta: nos seis jogos realizados, foram 33 gols marcados e nenhum sofrido.[41] A Seleção Masculina, entretanto, decepcionou ao ser eliminada ainda na primeira fase[42] pelo Equador, que acabaria o torneio com a medalha de ouro.[43]

## Polêmicas e incidentes

### Declaração de membro da delegação dos Estados Unidos
Uma semana antes da abertura do evento, em uma reunião entre integrantes da delegação dos  Estados Unidos no local reservado ao Comitê Olímpico do país no Riocentro, o gerente de imprensa Kevin Neuendorf escreveu num quadro branco a frase "Welcome to the Congo!" (Bem-vindo ao Congo!, em inglês). Segundo Neuendorf, a frase era uma brincadeira com o calor do Rio de Janeiro, embora a sala fosse climatizada e, naquela época do ano, as temperaturas no Rio fossem mais baixas que em Colorado Springs, sede do USOC. No dia seguinte, o Comitê americano demitiu Neuendorf e divulgou nota oficial lamentando o episódio, enfatizando que os atos eram inconsistentes com o que se espera dos membros da delegação e agradecendo a receptividade do Rio de Janeiro.

### Vaias

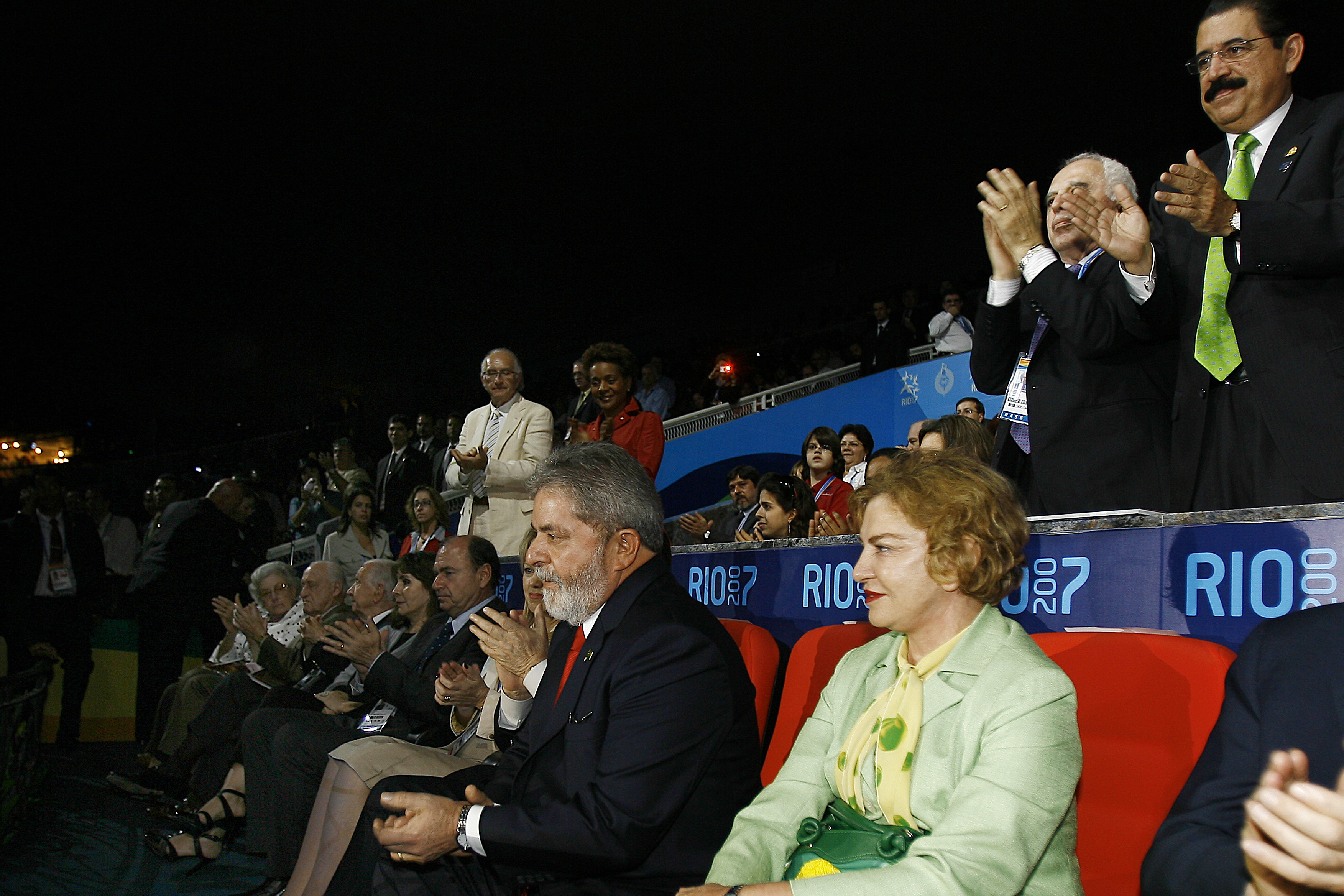
Presidente Lula e primeira-dama Marisa Letícia acompanham a cerimônia de abertura

A cerimônia de abertura dos Jogos Pan-Americanos de 2007 foi marcada por vaias ao presidente Luiz Inácio Lula da Silva. Lula foi vaiado todas as vezes em que foi anunciado, citado ou teve sua imagem exibida nos telões e, ao contrário do que sempre aconteceu neste tipo de cerimônia, não fez a declaração de abertura dos Jogos, que ficou a cargo do presidente do CO-RIO Carlos Arthur Nuzman.
As manifestações dos torcedores continuaram durante todo o evento, tendo inclusive o incentivo do comentarista e ex-jogador de basquetebol Oscar Schmidt, que gritava e gesticulava a cada apresentação de um atleta estrangeiro nas competições de ginástica artística. Outros episódios de vaia foram registrados, por exemplo, no judô, após a eliminação do brasileiro Flávio Canto, e no atletismo, a cada participação de estrangeiros, principalmente argentinos, cubanos e americanos. Entre os atletas, alguns defenderam as manifestações da torcida, enquanto outros criticaram. Ivan Silva, do decatlo, chegou a declarar que, por causa da torcida, o Brasil poderia nunca mais receber um evento esportivo deste porte. Para o prefeito Cesar Maia, entretanto, as vaias reforçavam a necessidade de uma candidatura olímpica, por diversificar a plateia nos locais de competição e apresentar ao público em geral a forma correta de se portar conforme o esporte.

### Deserção cubana
O primeiro caso de deserção na delegação de Cuba no Pan 2007 foi o do jogador de handebol Rafael Capote, antes mesmo do início das competições. Capote viajou para São Caetano do Sul, no estado de São Paulo, onde ficou abrigado no alojamento da equipe Imes/Santa Maria/São Caetano, onde jogava. Alguns dias depois, o Comitê Olímpico de Cuba confirmou a deserção de um técnico de ginástica artística, cujo nome não foi divulgado. No dia 21, os pugilistas Guillermo Rigondeaux, bicampeão olímpico, e Erislandy Lara, campeão mundial, desapareceram da Vila Pan-americana após o jantar. Na segunda-feira, dois dias depois do desaparecimento, um jornal cubano confirmou a deserção dos dois atletas, que foi comemorada pelos adversários brasileiros. No mesmo dia, o líder cubano Fidel Castro chamou os desertores de "traidores", e acusou os Estados Unidos e a Alemanha de oferecerem dinheiro aos atletas. Outro caso de deserção ocorreu com o ciclista Michel Fernández García, que abandonou a Vila Pan-americana para viver com uma mulher que conheceu no Brasil.
Na noite de 28 de julho, véspera do encerramento dos Jogos, cerca de 240 atletas deixaram às pressas a Vila Pan-americana e embarcaram de volta para Cuba. A seleção de voleibol masculino, que havia conquistado a medalha de bronze, não compareceu à cerimônia de premiação, sendo vaiada pela torcida. Um boato sobre uma possível deserção em massa ao final do Pan era uma das explicações para a viagem, embora oficialmente o Comitê cubano declarasse que a volta já estava programada e que dezenas de atletas haviam permanecido no Brasil. De fato, durante a cerimônia de encerramento, diversos atletas cubanos foram vistos no Maracanã. Apesar disso, o presidente do CO-RIO Carlos Arthur Nuzman desaprovou a decisão cubana, principalmente em relação à ausência na cerimônia de premiação do voleibol. Semanas depois do Pan, Michel Fernández García e Rafael Capote receberam asilo do Comitê Nacional para os Refugiados e passaram a viver regularmente no Brasil.

### Luto

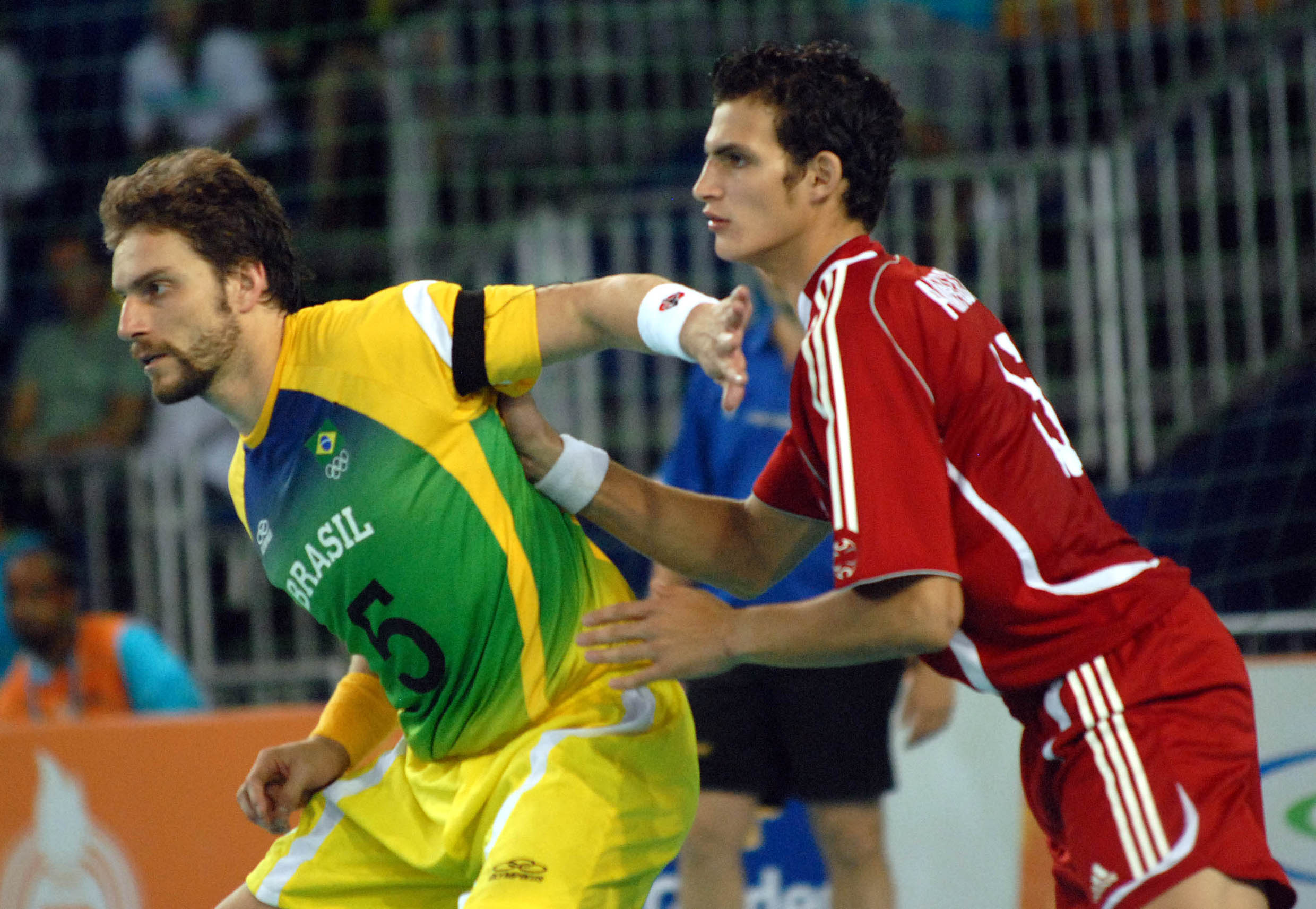
Jogadores brasileiros usaram uma faixa preta em sinal de luto

Na noite de 17 de julho, um Airbus A320 da companhia aérea brasileira TAM, que fazia o voo 3054, se chocou contra um prédio da mesma empresa no Aeroporto de Congonhas, em São Paulo. Por causa deste acidente, o presidente Luiz Inácio Lula da Silva decretou luto oficial de três dias em todo o Brasil. Assim, a bandeira do país na Vila Pan-americana deveria ser hasteada a meio mastro. Como, por lei, nenhuma outra bandeira pode ficar acima da do país-sede dos Jogos, foi solicitado à ODEPA que as bandeiras dos demais países participantes ficassem igualmente a meio mastro, o que foi aceito por todos os chefes de delegação.
O Comitê Executivo da ODEPA e o CO-RIO também declararam luto de três dias por causa do acidente. Em virtude disso, todas as competições com participação de atletas brasileiros tiveram um minuto de silêncio antes da primeira prova do dia. Todos os integrantes da delegação brasileira participaram das competições com uma fita preta no uniforme.

### Doping
Até o encerramento dos Jogos, em 29 de julho, nenhum caso de doping havia sido confirmado. Dias depois, porém, o ciclista colombiano Libardo Niño Corredor teve cassada sua medalha de prata conquistada na prova contra o relógio por uso de eritropoietina. Os principais casos de doping, entretanto, só seriam confirmados em dezembro de 2007 pela ODEPA. O halterofilista brasileiro Fabrício Mafra, que usou testosterona exógena (não produzida naturalmente pelo corpo) e o jogador de beisebol nicaraguense Pedro Wilder Rayo Rojas, que foi pego pelo uso de boldenona, tiveram de devolver as medalhas de bronze que haviam conquistado (a Nicarágua não perdeu o bronze no beisebol por se tratar de um esporte coletivo). Já a nadadora brasileira Rebeca Gusmão perdeu as quatro medalhas conquistadas, incluindo duas de ouro, também por uso de testosterona exógena. Como consequência dos casos de doping, a Venezuela, que herdou os dois ouros perdidos por Rebeca Gusmão, ultrapassou a Argentina e assumiu o sétimo lugar do quadro de medalhas. Os demais países não tiveram suas posições alteradas.

### Gastos
Os gastos elevados com o Pan despertaram a atenção de políticos e da população antes mesmo do início do evento. Ainda em março de 2007, deputados federais brasileiros iniciaram uma fiscalização e chegaram a cogitar a criação de uma CPI para investigar os gastos, que, de acordo com o Ministério do Esporte, já eram mais de dez vezes maiores que os previstos inicialmente. No dia 13 de julho, horas antes da cerimônia de abertura, centenas de pessoas se concentraram em frente ao prédio da Prefeitura do Rio de Janeiro numa manifestação pacífica contra o dinheiro empregado no Pan.
Passado o evento, cresceram as atenções sobre o seu custo e uma CPI voltou a ser cogitada, com base num relatório do Tribunal de Contas da União que levantava dúvidas sobre procedimentos adotados pelo CO-RIO em licitações e contratos. Os gastos totais estimados eram de cerca de 3,7 bilhões de reais, sendo 1,2 vindos da Prefeitura. A Polícia Federal também iniciou, um mês após o início dos Jogos, uma investigação sobre o destino de verbas públicas no evento. Outra investigação seria conduzida pela Câmara de Vereadores do Rio de Janeiro, mas, devido à falta de apoio de vereadores aliados ao governo municipal, o inquérito não foi aberto.
Em junho de 2009, quase dois anos após o Pan, o Tribunal de Contas da União identificou um superfaturamento de 2,74 milhões de reais no serviço de hotelaria da Vila Pan-Americana, e três meses depois divulgou o relatório final de acompanhamento dos Jogos, em que criticou os gastos e a gestão do dinheiro no Pan. Dois dias depois, o CO-RIO rebateu as críticas, classificando como "indevidas" as comparações dos custos dos atletas na Vila com o custo de uma hospedagem comum em hotel, devido à existência de serviços específicos para este tipo de acomodação (alimentação 24 horas por dia, segurança e transporte). O ministro dos esportes Orlando Silva Júnior também defendeu os gastos federais, sem os quais, segundo ele, a organização do Pan seria um vexame. Em outubro de 2009, o TCU condenou Ricardo Leyser, membro do Comitê da Candidatura do Rio de Janeiro para os Jogos Olímpicos de Verão de 2016, a devolver mais de 18 milhões de reais aos cofres públicos devido à suspeita de superfaturamento em gastos no Pan.

## Quadro de medalhas
País sede destacado.
| Ordem | País                     | Medalha de ouro | Medalha de prata | Medalha de bronze |       |  |
| ----- | ------------------------ | --------------- | ---------------- | ----------------- | ----- |  |
| 1     | USA Estados Unidos       | 97              | 88               | 52                | 237   |  |
| 2     | CUB Cuba                 | 59              | 35               | 41                | 135   |  |
| 3     | BRA Brasil               | 52              | 40               | 65                | 157   |  |
| 4     | CAN Canadá               | 39              | 44               | 55                | 138   |  |
| 5     | MEX México               | 18              | 24               | 31                | 73    |  |
| 6     | COL Colômbia             | 14              | 20               | 13                | 47    |  |
| 7     | VEN Venezuela            | 12              | 23               | 35                | 70    |  |
| 8     | ARG Argentina            | 11              | 16               | 33                | 60    |  |
| 9     | DOM República Dominicana | 6               | 6                | 17                | 29    |  |
| 10    | CHI Chile                | 6               | 5                | 9                 | 20    |  |
|       |                          |                 |                  |                   |       |  |
| TOTAL | TOTAL                    | 333             | 332              | 411               | 1 076 |  |

## Legado

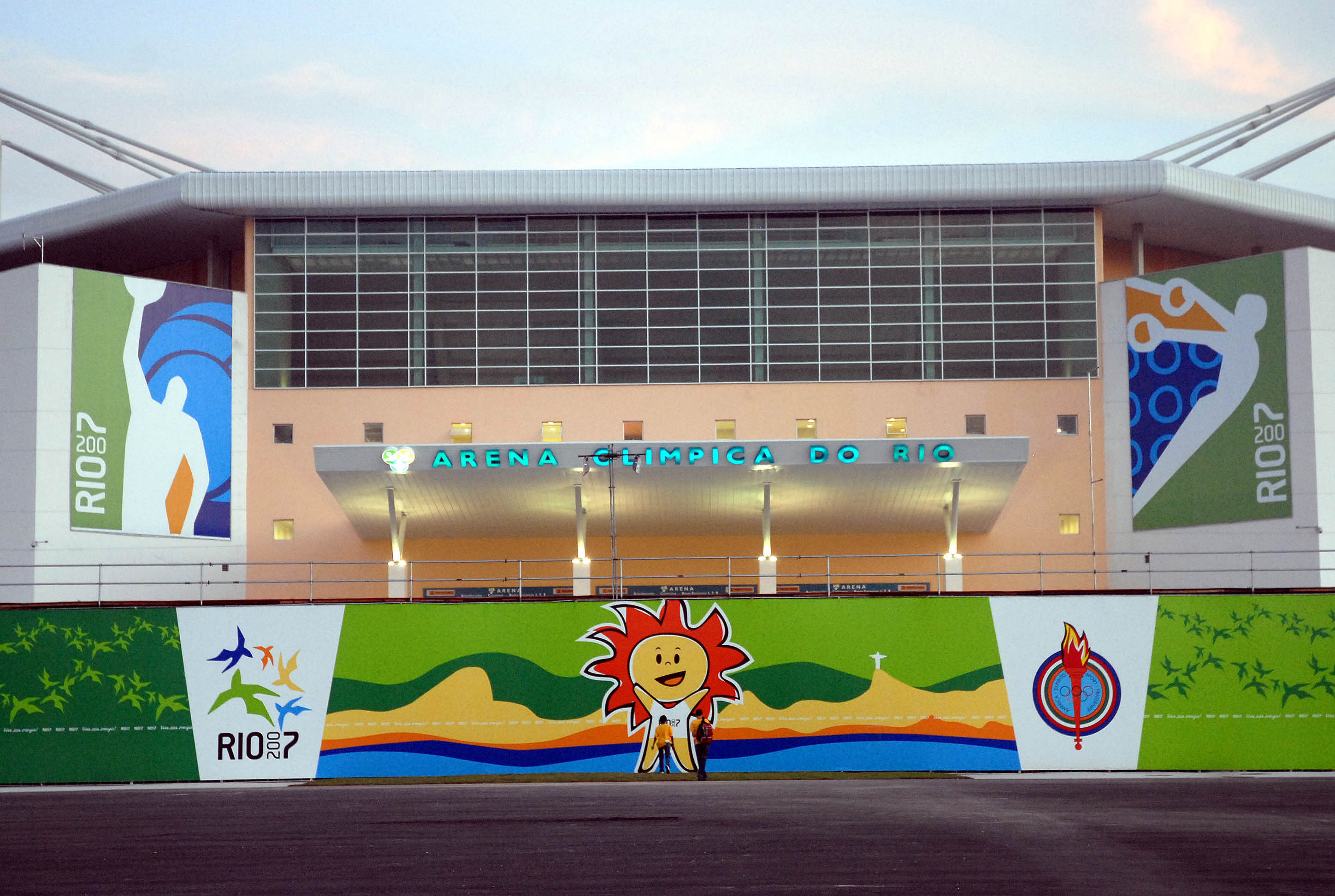
HSBC Arena à época do Pan.

Os principais legados deixados pelos Jogos Pan-Americanos de 2007 no Rio de Janeiro foram as instalações construídas para o evento, como o Complexo Esportivo Cidade dos Esportes e o Estádio Olímpico João Havelange, o Engenhão. Após os Jogos, entretanto, algumas instalações foram subutilizadas, o que gerou descontentamento entre atletas e dirigentes. O Velódromo da Barra, por exemplo, ficou mais de um ano sem receber competições oficiais de ciclismo, chegando a ser usado para eventos de outros esportes, como judô e levantamento de peso, e o Parque Aquático Maria Lenk ficou meses fechado. A Arena Olímpica, por outro lado, teve sua concessão adquirida pela empresa GL events e passou a se chamar HSBC Arena, tendo recebido desde o Pan eventos esportivos, como o Campeonato Mundial de Judô de 2007 e a final do Novo Basquete Brasil de 2009, e musicais, como o show do cantor italiano Andrea Bocelli. O Engenhão também passou por licitação, vencida pelo Botafogo de Futebol e Regatas. No Complexo Esportivo do Maracanã, o Ginásio do Maracanãzinho foi totalmente reformado, passando a ser uma das mais modernas arenas esportivas do Brasil. O Complexo Esportivo Deodoro, também construído para o Pan, foi o principal centro esportivo dos Jogos Mundiais Militares de 2011.
Além dos legados esportivos, o Rio de Janeiro também teve melhorias em áreas como segurança, com a aquisição de novos equipamentos e experiência, transmitidos para outras regiões do país, e turismo, com o aumento da rede hoteleira e as reformas do Aeroporto Santos Dumont. Como legados imateriais, cita-se o aumento da visibilidade do Brasil no exterior e da importância do próprio evento num nível internacional.